# Subduktive Maßnahmen

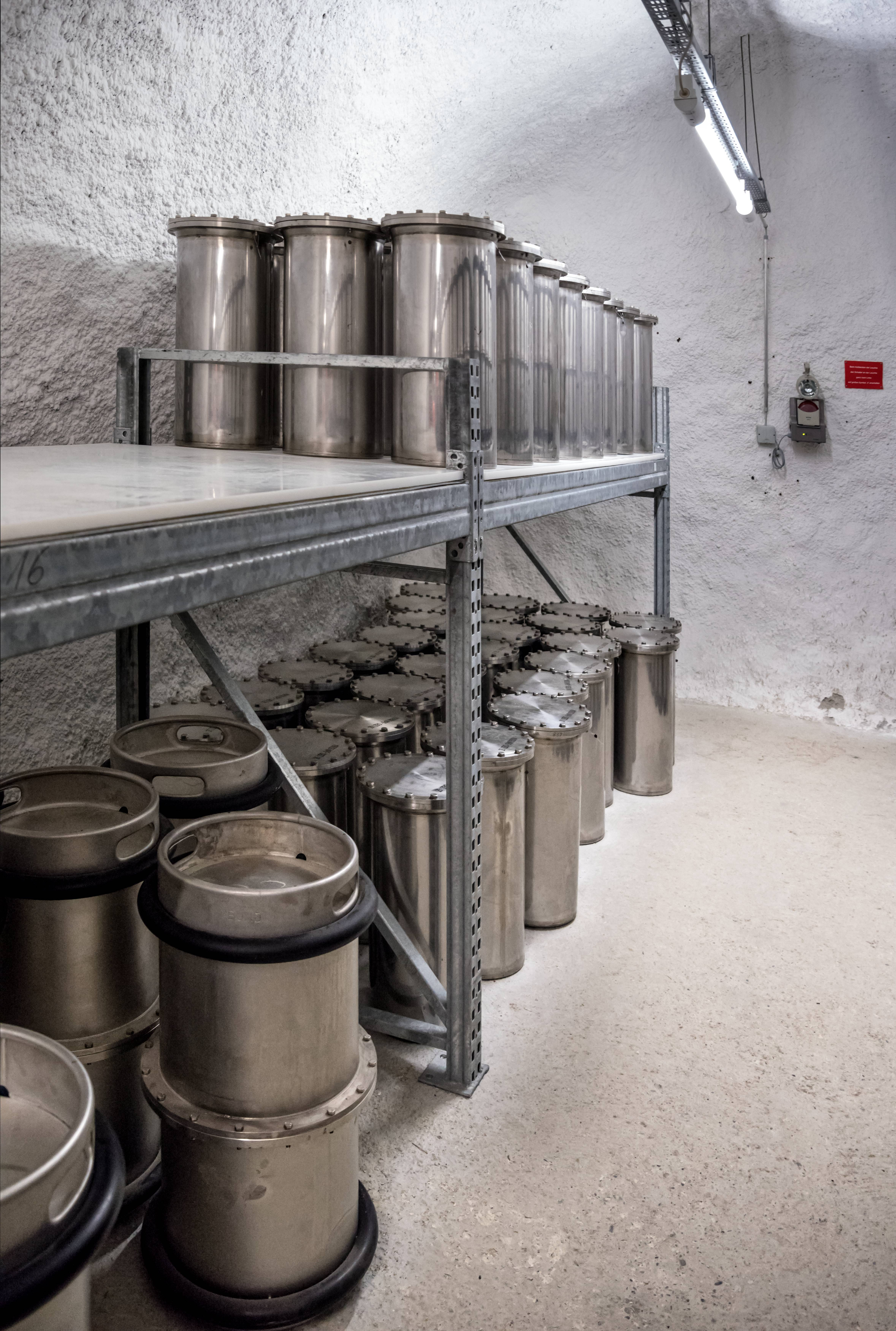
Die 50 Behälter der Aktion

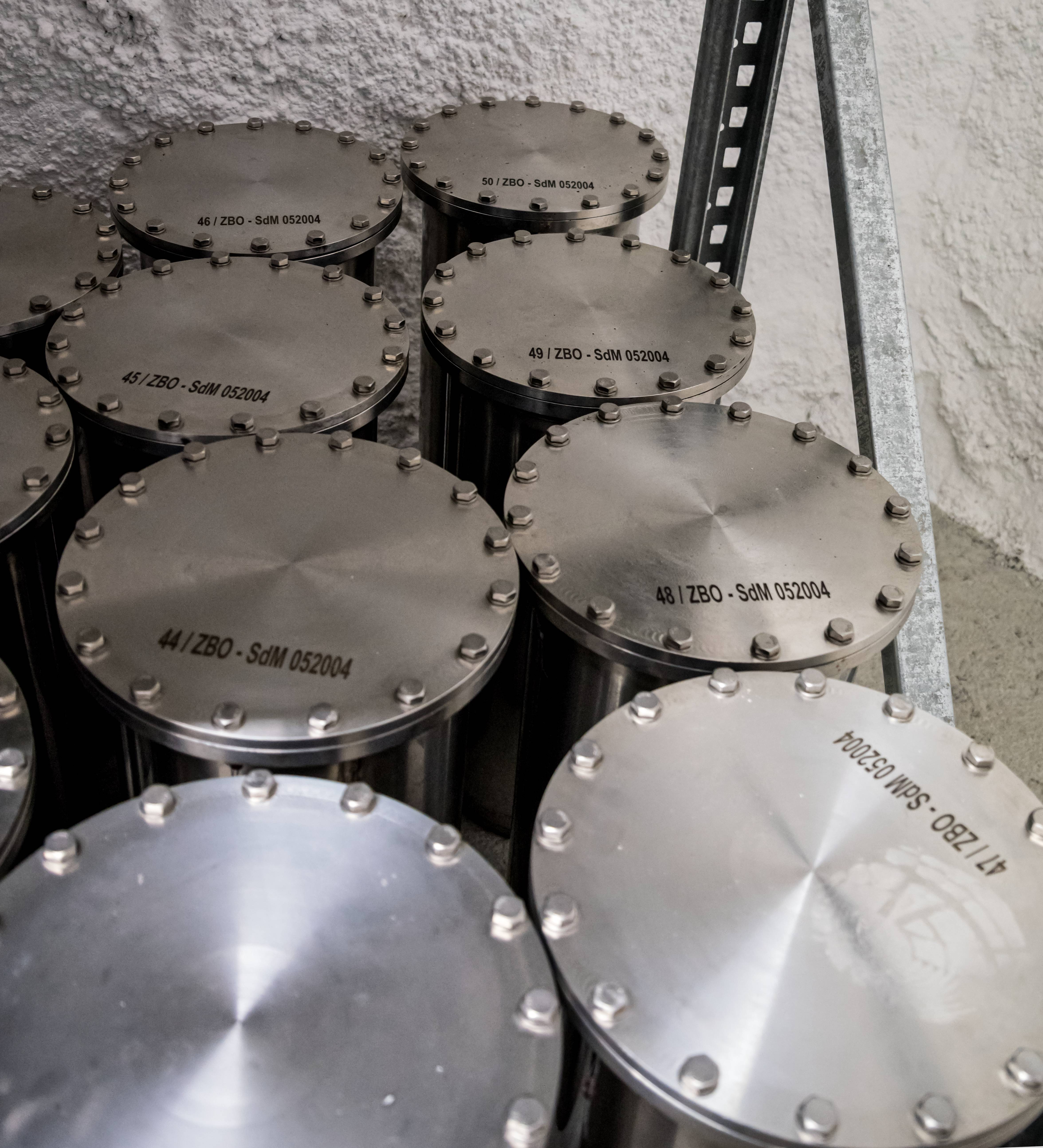
Blick auf die Behälter vom Typ 1

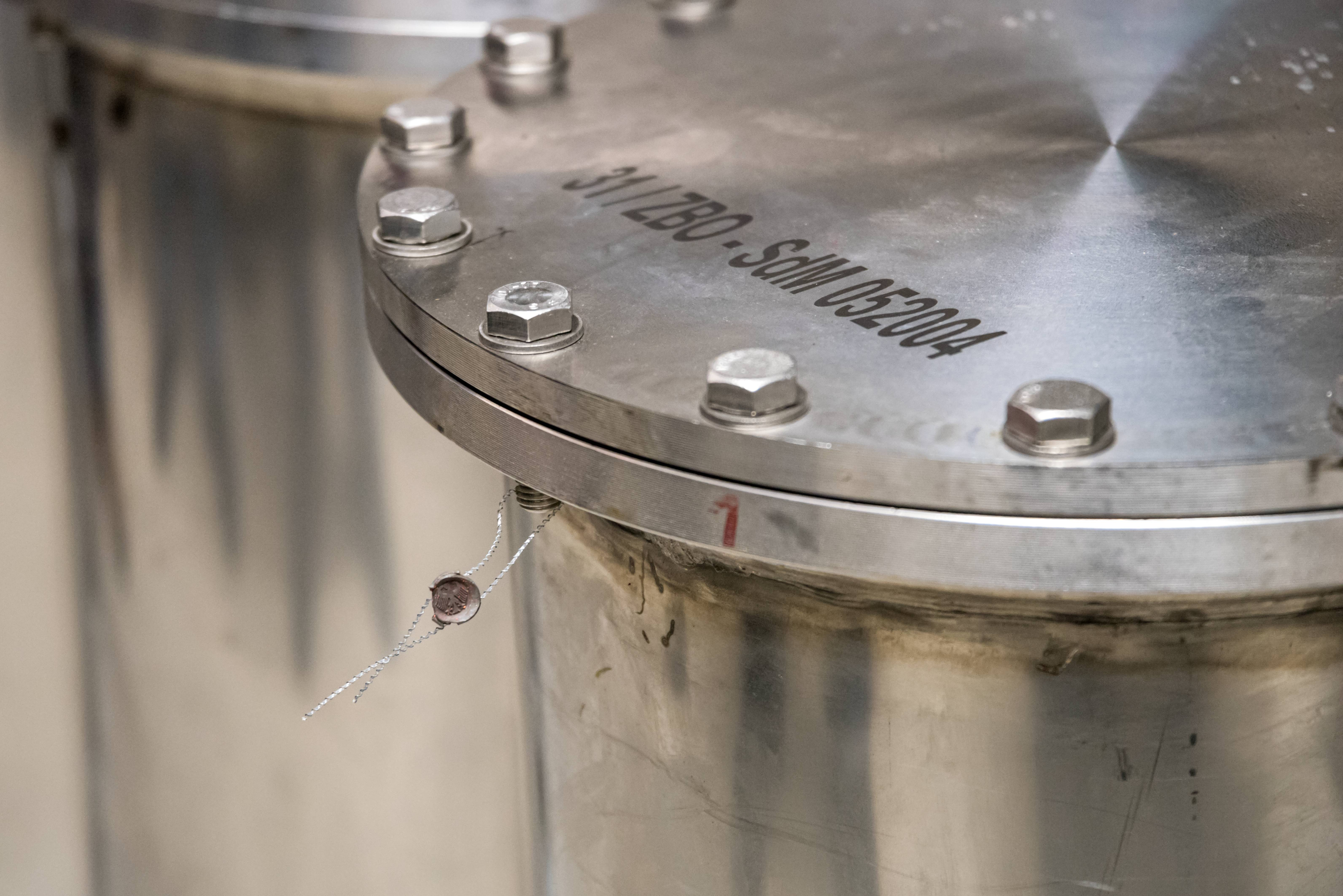
Es sind die einzigen Behälter im Barbarastollen, dem Zentralen Bergungsort der Bundesrepublik Deutschland, die verplombt sind

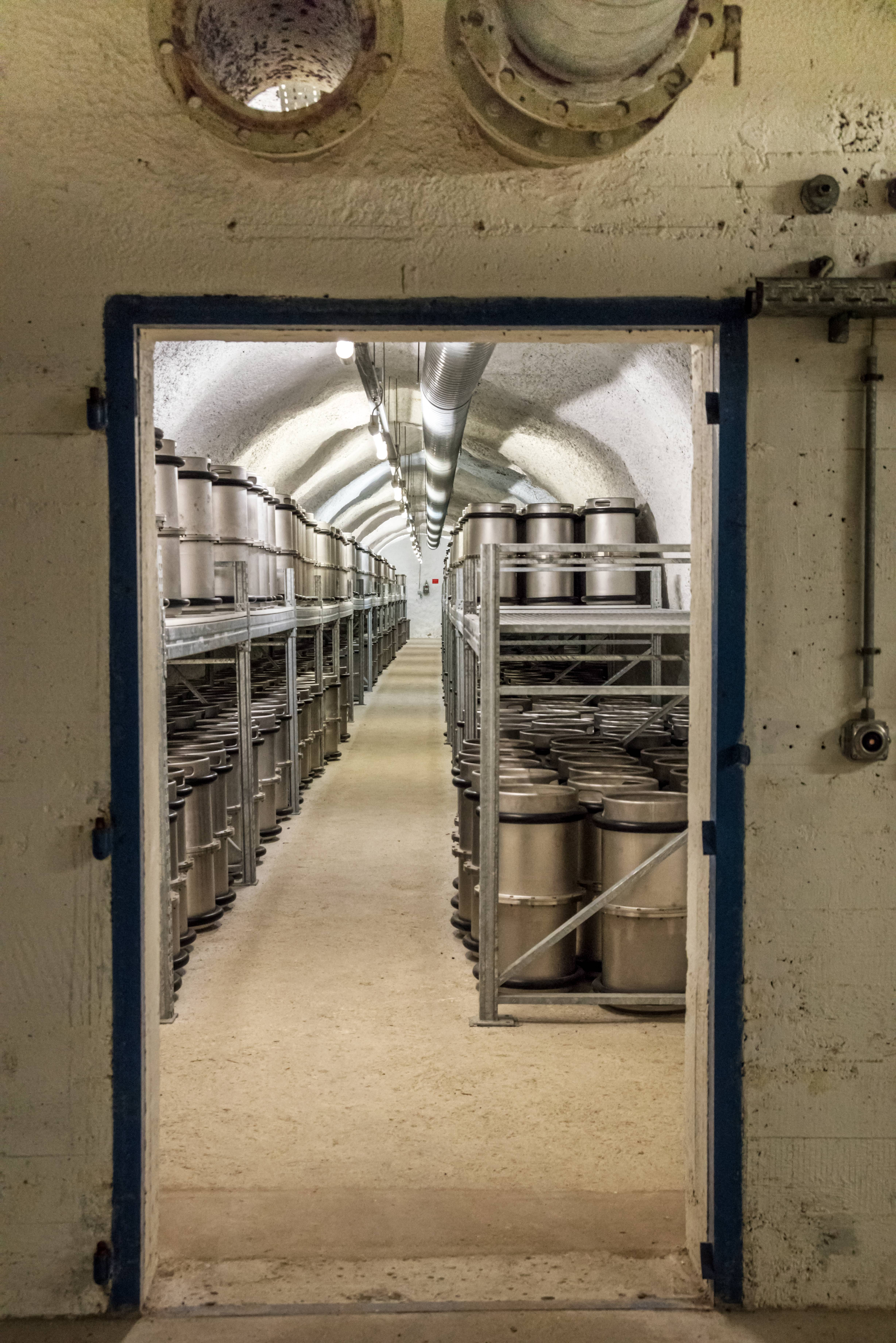
Der Lagerstollen A, in dem das Projekt eingelagert ist

Subduktive Maßnahmen ZBO - SdM 052004 ist ein Kunstprojekt zum 50-jährigen Jubiläum der Haager Konvention zum Schutz von Kulturgut bei bewaffneten Konflikten im Jahre 2004, bei dem 50 Behälter mit zeitgenössischen Kunstwerken für 1500 Jahre eingelagert wurden.

## Das Projekt
Unter dem Initiator und Kurator Adalbert Hoesle wurden 50 Künstler der Gegenwart gebeten, jeweils ein Kunstwerk zu spenden. Diese wurden dann im Barbarastollen, dem Zentralen Bergungsort der Bundesrepublik Deutschland (ZBO), in 50 versiegelten Behältern eingelagert, die erst in 1500 Jahren, also im Jahr 3504 eingesehen werden dürfen. Die Behälter sind im Internationalen Register der UNESCO aufgeführt. Der Schutztext dazu lautet: „Per definitionem und durch den Akt der Konditionierung zum Kulturgut erklärt, stehen sie künftig nach ihrer Einlagerung im ZBO unter dem Sonderschutz der Haager Konvention.“
Die für das Projekt erstellten Arbeiten sollten sich an den Themen „Kernbohrung“ und „Quer-Stanzung“ orientieren und mussten in die Lagerbehälter passen. Diese haben eine Außenhöhe von 64 cm, eine Innenhöhe von 60 cm und einen Innendurchmesser von 27 cm. Sie sind aus V2A Edelstahl gefertigt, mit einem Dichtring aus Kupfer versehen und werden mit 16 Schrauben verschlossen.
Die Arbeiten wurden im Zeitraum vom 29. März bis Ende April bei den Künstlern abgeholt und unter notarieller Aufsicht in den Behältern eingelagert. Die 50 verschlossenen Edelstahlbehälter wurden vom 14. Mai bis zum 16. Mai in der Bundeskunsthalle in Bonn gezeigt und am 21. Juli 2004 im Stollen eingelagert. Vom 16. bis zum 18. Juli 2004 fand auf dem Schloss Kronburg bei Memmingen zu dieser Aktion ein Symposium mit dem Titel Die Verschluckung im Barbarastollen mit 20 geladenen Gästen statt.

## Künstler
Folgende Künstler waren eingeladen:

ABR Stuttgart; Bettina Allamoda; Ella Ziegler; Annette Begerow; Christine Berndt; Joachim Blank und Karl Heinz Jeron; Antje Dorn; (e.) Twin Gabriel; Ricoh Gerbl; Katharina Grosse; Beate Gütschow; Andreas Gursky; Georg Herold; Rudolf Herz; Stephan Huber; Jörg Immendorff; Christoph Inderwiesen; Das Institut INFuG; Christian Jankowski; Frau K.; Via Lewandowsky, Christine de La Garenne und Durs Grünbein; Ruth Loibl; Johan Lorbeer; Rupert Maier; Elke Marhöfer; Jonathan Meese; Olaf Metzel; Rune Mields; Wilhelm Mundt; Frank Neubauer; Boris Nieslony und ASA European; Marcel Odenbach; Nana Petzet; Peter Piller; Tyyne Claudia Pollmann; Alexander Roob; Ulrike Rosenbach; Thomas Ruff; Karin Sander; Eran Schaerf und Eva Meyer; schleuser.net; Christoph Schlingensief; Andreas Slominski; Cornelia Sollfrank; TRansnational Republic; Franz Erhard Walther; Frank H. Weimer; Christine Weber; Simone Westerwinter; Georg Winter.

## Kunstwerke (Auswahl)
- Christian Jankowski: Papier und Stift. Objekte.
- Via Lewandowsky, Christine de la Garenne und Durs Grünbein: Zwei Druckluftflaschen. Damit sollen bei Öffnung des Behältnisses zwei Personen jeweils eine Stunde lang mit 1500 Jahre alter Atemluft versorgt werden.
- Rupert Maier: Lyoner-Aufschnitt 4-fach sortiert: Champion-, Kalbs-, Paprika-, Pistazienlyoner. Öl auf Papier.
- Jörg Immendorf: Schwarzes „Ohr“ (Ohrform) auf blassrosafarbenem Grund mit weißen Elementen. Tuschezeichnung.
- Christoph Schlingensief: Holzstück mit Schlitz aus Baum 6 des Ersten Internationalen Pfahlsitzwettbewerbs der Church of Fear.
- Ricoh Gerbl: Weißer Marmor verflüssigt. Grünes Glas, Kunststoff, Papier, Tinte, weißer Marmor.
- Johan Lorbeer: 2 Schritte mit Linksdrehung Berlin : Ackerstrasse 20 16. März 2004 14 Uhr 28. 4 Kilo SiO2, 1 Kilo Na2O3, in geschmolzenem Zustand + 6 Gramm AgNO3.

Der Marktwert der Kunstwerke wird auf fünf Millionen Euro geschätzt.